# Johann Carl von Löw
Johann Carl von Löw, auch Johann Carl Löw von und zu Steinfurt genannt (geboren 1753 in Steinfurt in der Wetterau; gestorben 1815) war Oberhofmarschall in und um das Leineschloss von Hannover.

## Leben

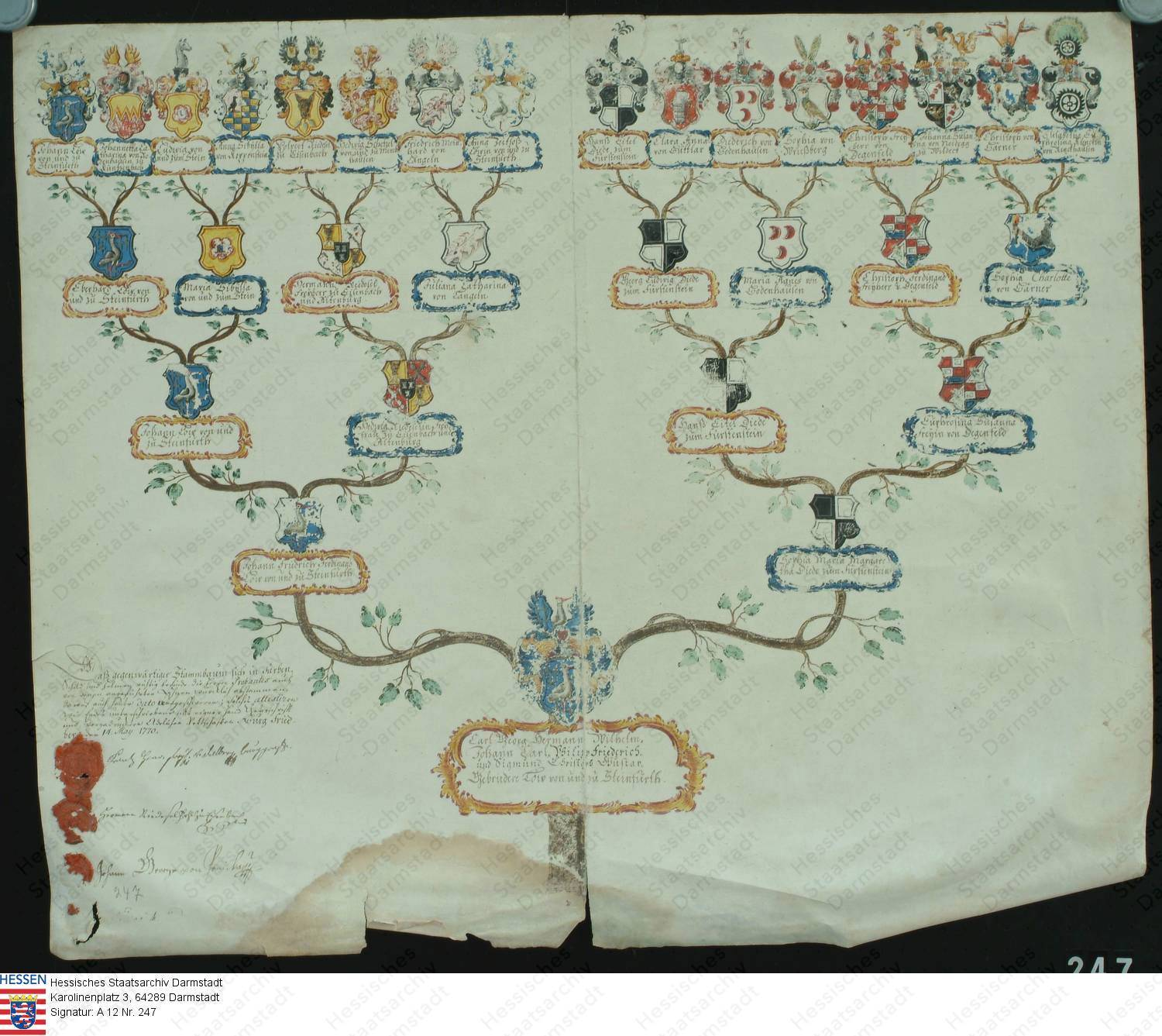
„Ahnenprobe des Carl Georg Hermann und Johann Carl Löw v. u. z. Steinfurth“;
ausgefertigt auf Pergament am 14. Mai 1770; Hessisches Staatsarchiv Darmstadt; Provenienz: Burg Friedberg

Löw von und zu Steinfurt wurde 1753 geboren, zur Zeit des Kurfürstentums Braunschweig-Lüneburg, während der Personalunion zwischen Großbritannien und Hannover. Er war ein Sohn des Kurhannoverschen Oberkammerherrn Johann Friedrich Ferdinand von Löw und der Sopia Maria Margaretha geb. Diede zum Fürstenstein, einer Urenkelin des Hans Eitel Diede zum Fürstenstein, Burggrafen zu Friedberg. Er blieb unverheiratet.

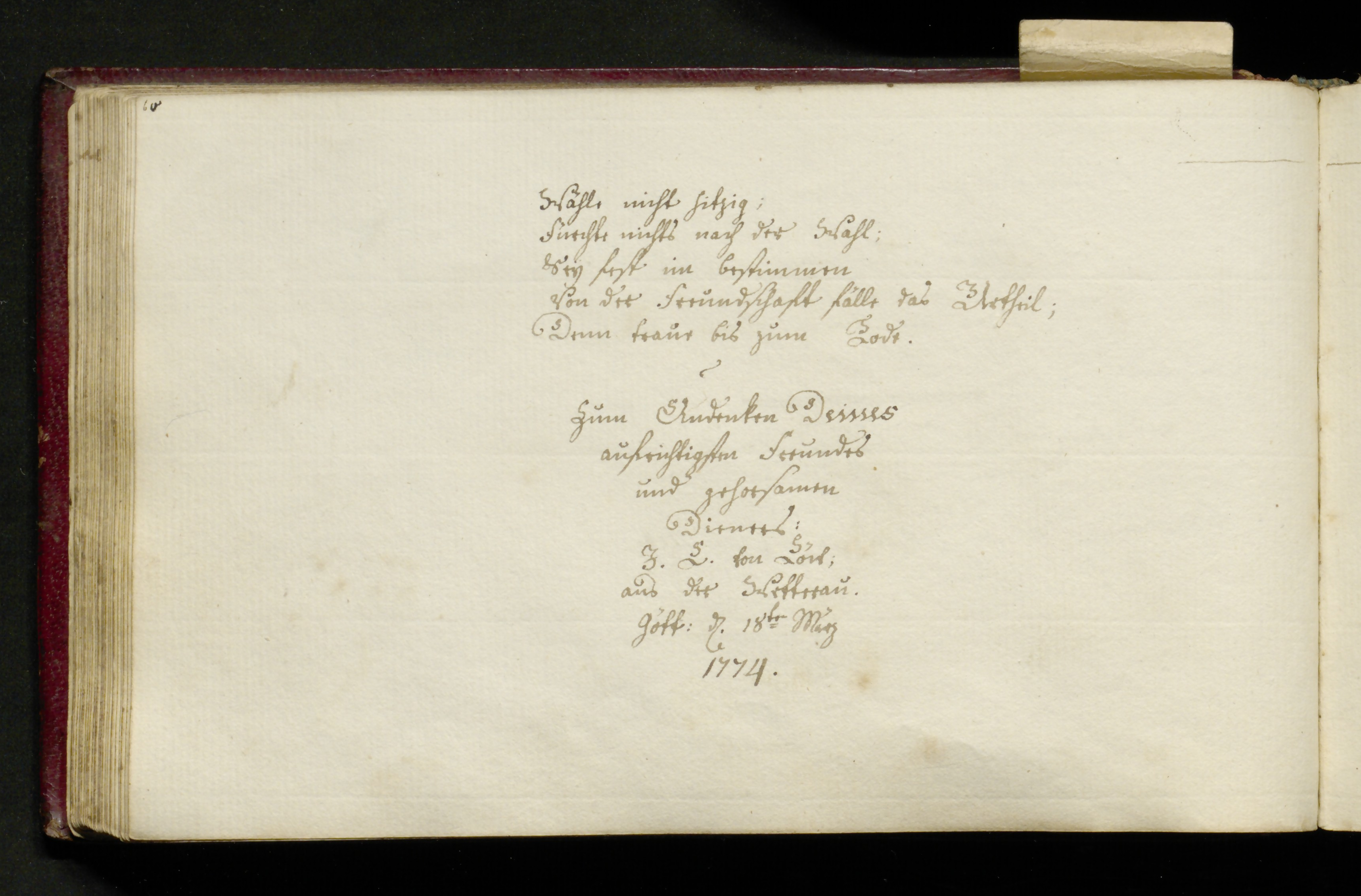
„[...] Zum Andenken Deines aufrichtigsten Freundes und gehorsamen Dieners“; Löws lyrischer Eintrag 1774 im Stammbuch von Johann Anton Leisewitz

Ab dem 15. Oktober 1772 studierte von Löw Rechtswissenschaften an der Georg-August-Universität in Göttingen, wo er sich am 18. März 1774 als „J. C. von Löw, aus der Wetterau“ in das (Freundschafts-)Stammbuch des späteren Juristen und Schriftstellers Johann Anton Leisewitz eintrug. Ebenfalls in Göttingen begann eine lebenslange Freundschaft mit dem dort studierenden späteren Juristen Ernst Brandes.
Im Alter von etwa 34 Jahren wurde er 1787 zum Oberschenken ernannt und zählte seitdem zum Führungspersonal im hannoverschen Oberhofmarstallamt. Am 25. Februar desselben Jahres verfasste er von Hannover aus handschriftlich einen mehrseitigen Brief an den Schauspieler Gustav Friedrich Großmann, der später in die gemeinsame Autografen-Sammlung der namensgleichen hannoverschen Archivare Georg und Georg Kestner gelangte.
1792 wurde von Löw zum Schlosshauptmann ernannt, 1796 zum Hofmarschall, der 1804 als „v. Löw, Ober-Hofmarschall“ mit Wohnsitz in der Altstadt von Hannover verzeichnet war, im Haus Schmiedestraße 189: Bis zum Tode von Ernst Brandes im Jahr 1810 bewohnte dieser und von Löw, der in Briefen des preußischen Staatsmannes Heinrich Friedrich Karl vom und zum Stein und dessen Hofmeister Friedrich Rudolf Salzmann oft erwähnt wurde, jahrelang dasselbe Haus in der Schmiedestraße.
Rund ein Jahrzehnt später wurde er im März 1806 zum Oberhofmarschall befördert - kurz vor der sogenannten „Franzosenzeit“, der Besetzung durch die Truppen unter Napoleon. Unter der Regierung von Napoleons Bruder Jérôme, der in dem dann als Königreich Westphalen benannten Gebiet auch als König Lustig bezeichnet wurde, kam das hannoversche „Hoflebens vollends zum Erliegen.“ 1813 wurde das Verhalten Löws von und zu Steinfurt während der Okkupation - gemeinsam mit dem Kammerherrn Heinrich Ernst Reichsgraf von Schwicheldt - ausdrücklich gelobt. Ein Nachruf des Oberhofmarschallamts betonte, dass Johann Carl Löw von und zu Steinfurt auch durch „persönliche Mißhandlungen“ nicht von seiner pflichtgetreuen Dienstausführung abgehalten werden konnte.

## Archivalien
Archivalien von und über Johann Carl Löw von und zu Steinfurt finden sich beispielsweise
- im Niedersächsischen Landesarchiv (Abteilung Hannover) als Verzeichnung unter dem Titel Anstellung des Oberhofmarschalls von Löw für die Laufzeit von 1787 bis 1815, Archivsignatur NLA HA Dep. 103 XXIV Nr. 413 (alte Archivsignatur Dep. 103 XXIV Lagnr. 16738)[6]
- im Hessischen Staatsarchiv Darmstadt unter dem Titel Ahnenprobe des Carl Georg Hermann und Johann Carl Löw v. u. z. Steinfurth. - ausgefertigt 1770 Mai 14, Pergament, Sachakte aus der Provenienz von Burg Friedberg, vielfarbig mit Stammbäumen illustrierte Urkunde aus dem Jahr 1770, Archivsignatur HStAD, A 12, 247 (alte Archivsignatur 69)[7]
- in der Universitätsbibliothek Leipzig - Autografensammlung Kestner unter dem Titel Brief von Johann Karl von Löw an Gustav Friedrich Wilhelm Großmann, 25.02.1787, 3-seitig auf 2 Blatt in deutscher Sprache beschrieben; Signatur: Slg. Kestner/I/C/III/N2/4/Nr. 11; Mappe 4; Blatt Nr. 11 (frühere Signatur: Slg. Kestner/I/C/III/N2)[4]